# Susanne Munk Wilbek
Susanne Munk Wilbek, ogift Munk Lauritsen, född 12 oktober 1967 i Hvorslev, Favrskovs kommun, är en dansk tidigare handbollsmålvakt.

## Karriär
Susanne Munk Wilbeks (då Munk Lauritsen) handbollskarriär inleddes Vellev IF. 1985, vid 18 års ålder, kom hon till Viborg HK, där hon sedan spelade resten av sin karriär. Hon vann fyra danska mästerskap med klubben och nådde också framgångar i EHF-cupen och ett silver i Champions League med klubben. 2001 slutade hon spela handboll. Efter sin karriär var hon en tid sportchef i Viborg HK.

### Landslagskarriär
Susanne Munk Wilbek började sin landslagskarriär med att spela 25 landskamper för Danmarks ungdomslandslag. Hon spelade sedan 171 landskamper och gjorde 3 mål för Danmarks landslag. Hon debuterade mot Östtyskland den 18 november 1987 i en match som slutade 20–20. Sista landskampen spelade hon den 16 april 2000 mot Slovakien, då Danmark vann med 37–20. Hon var med och tog OS-guld 1996 i Atlanta. Hon var också med i VM-laget 1997 som vann Danmarks första och hittills enda VM-guld i damhandboll. I meriter nedan finns också EM- och VM-medaljer i övrigt upptagna.

## Klubbar
- Vellev IF (–1985)
- Viborg HK (1985–2001)

## Meriter

### Klubblagsmeriter
- EHF-cupmästare två gånger (1994 och 1999) med Viborg HK
- Dansk mästare sju gånger (1994, 1995, 1996, 1997, 1999, 2000 och 2001) med Viborg HK

### Landslagsmeriter
- UVM-silver 1987[2]
- VM-silver 1993
- EM-guld 1994
- VM-brons 1995
- OS-guld 1996[3]
- EM-guld 1996
- VM-guld 1997
- EM-silver 1998

## Privat
Den 10 december 1994 gifte hon sig med handbollstränaren Ulrik Wilbek. Han var då förbundskapten för damlandslaget (1991–1998). Han var även hennes tränare i ungdomslandslaget under 1980-talet samt i klubblaget 1988–1991 och 1998–2001. De har två barn tillsammans.
I september 2020 diagnostiserades Susanne Munk Wilbek med en hjärntumör, varefter hon opererades och tog en paus från uppdraget som assisterande tränare i Viborg HK. Hon återvände till Viborgs tränarstab i februari 2021.